# Огаста (гора)
О́гаста (англ. Mount Augusta) — гора на границе Канады (Юкон) и США (штат Аляска, боро Якутат) в составе Гор Святого Ильи. Вершина также известна как Пограничный пик 183 (англ. Boundary Peak 183).

## Описание
Имея высоту абсолютную высоту 4289 метров и относительную — 1549 метров, Огаста занимает 41-е место в списке горных вершин США абсолютной высотой выше 4000 метров и относительной — выше 500 метров, 14-е место в аналогичном списке для Канады и 55-е место в аналогичном списке для всей Северной Америки.
Топографическая изоляция вершины — 23,19 километра.
Своё современное название гора получила в 1891 году, его дал ей сотрудник Геологической службы США И. К. Расселл (I. C. Russell) в честь своей жены Дж. Огасты Олмстед Расселл (J. Augusta Olmsted Russell).
Первое удачное восхождение на Огасту завершилось 4 июля 1952 года группой из 8 альпинистов под руководством Пита Шоэнинга.